# Марцио Миранда Фрајтас Роча да Силва
Марцио Миранда Фрајтас Роча да Силва (20. март 1981) бивши је бразилски фудбалер.

## Каријера
Током каријере играо је за Коринтијанс Паулиста, Палмеирас, Крузеиро, Атлетико Паранаинсе и многе друге клубове.

## Репрезентација
За репрезентацију Бразила дебитовао је 2005. године.

## Статистика
| Бразил | Бразил | Бразил |
| Год.   | Ута.   | Гол.   |
| ------ | ------ | ------ |
| 2005   | 1      | 0      |
| Укупно | 1      | 0      |